# サン・ビセンテ岬の海戦
サン・ビセンテ岬の海戦（サン・ビセンテみさきのかいせん、英: Battle of Cape St Vincent、西: Batalla del Cabo de San Vicente、葡: Batalha do Cabo de São Vicente）は、1797年2月14日、ジョン・ジャーヴィス提督指揮下のグレートブリテン王国（イギリス）艦隊が、ポルトガルのサン・ヴィセンテ岬（スペイン語ではサン・ビセンテと呼ぶ）の沖合においてホセ・デ・コルドバ提督の率いる優勢なスペイン艦隊を破った戦い。

## 発端
イギリスおよびポルトガルに対する1796年10月のスペインの宣戦布告は、地中海におけるイギリスの立場を危機に陥らせた。38隻の戦列艦を持つフランス・スペイン連合艦隊は、15隻の戦列艦しかないイギリスの地中海艦隊を大きく凌駕しており、イギリスはまずコルシカ島、そしてエルバ島からも撤退を余儀なくされた。
1797年初め、27隻の戦列艦からなるスペイン艦隊は、ブレストのフランス艦隊と合流すべく、地中海のカルタヘナにあった。そして金銀の精錬のために必要な水銀を積んだ57隻の商船の船団を護衛して大西洋岸のカディスに向かおうとしていた。
ドン・ホセ・デ・コルドバとスペイン艦隊は2月1日にカルタヘナを発った。彼らはジブラルタルとカディスの途中で「ラバンテ」と呼ばれる激しい東風に見舞われ、意図したよりも遠く、大西洋に吹き流されてしまった。風が弱まるのを待って、艦隊はカディスへの航路を再びたどり始めた。
一方、イギリスの地中海艦隊は、ジャーヴィス提督の下、スペイン艦隊を捕捉すべく、10隻の戦列艦でタホ（リスボン）から出航した。2月6日に、ジャーヴィスはサン・ビセンテ岬沖でウィリアム・パーカー少将が指揮する、海峡艦隊からの増援の戦列艦5隻と合流した。
2月11日、イギリスのホレーショ・ネルソン代将が指揮するフリゲート「ミナーヴァ」は、スペイン艦隊と遭遇したが、濃い霧に紛れて発見を免れた。ネルソンは2月13日にスペイン沖の15隻のイギリス艦隊に合流して、旗艦「ヴィクトリー」に座乗するジャーヴィス司令官にスペイン艦隊の位置を報告した。敵艦隊の勢力を知らないまま - 霧の中でネルソンは敵艦の数を数えることが出来なかった - それを捕捉すべく、ジャーヴィスの艦隊は行動を開始した。
大西洋の沖合に押し流されたスペイン艦隊は、2月13日にはイギリス艦隊の近くまで来ていた。14日未明、ジャーヴィスはスペイン艦隊が風上35マイルにあることを知った。

## 戦闘

### 早朝
夜明け前、イギリス艦隊が待ち構えていた音が聞こえてきた。霧の中で信号のために発射するスペイン艦の砲の音である。午前2時50分、スペイン艦隊との距離が約15マイルという報告が来た。早朝午前5時30分、軍艦「ナイジャー」は彼らが間近に迫っていると報告した。夜明けが訪れたが、2月の朝は寒く、霧に閉ざされていた。明るくなって、ジャーヴィスは周囲に自分の艦隊が2つの戦列を成しているのを確認した。彼は旗艦「ヴィクトリー」の艦尾甲板で士官に向かって「イングランドの命運はこの戦いの勝利にかかっている。（"A victory to England is very essential at this moment."）」と宣言した。ジャーヴィスは艦隊に、来たるべき行動に備えるよう命令した。
軍艦「カローデン」のトーマス・トラウブリッジ艦長は先頭にいた。午前6時30分、「カローデン」は敵艦の帆が5つ、南東に見えると信号した。それを受けて「ブレニム」と「プリンス・ジョージ」がスペイン艦隊の方へ回頭した。ジャーヴィスは、彼が直面していた艦隊の規模の差を全く知らなかった。スペイン艦隊が霧から現れるさまを、「バーフラー」の信号士官は「霧の中からビーチーヘッドのような巨大なものが迫ってくる」と述べた。
夜が明けたとき、ジャーヴィスの艦隊はスペイン艦隊に戦いを挑める好位置にあった。「ヴィクトリー」の艦尾甲板で、ジャーヴィスとカルダー艦長、ハロウェル艦長は敵艦を数えた。そのとき初めて、ジャーヴィスは敵艦隊がほぼ2倍の勢力であることと知った。
戦いを避けるのは至難であったし、敵艦隊がフランス艦隊と合同したら今よりさらに悪い状態になるだけだった。ジャーヴィスはこのまま戦闘に突入することを決断した。
明るくなるにしたがい、スペイン艦隊が緩やかな2つの戦列（風上側がおよそ18隻、イギリス艦隊に近いほうがおよそ9隻）を作っていることが見て取れた。午前10時30分頃、風上側の戦列の艦が、下手回しで左に回頭する様子を見せた。これは彼らが単縦陣を作り、イギリス艦隊の風上側の戦列に沿って航過して、より小さいイギリスの戦列を強力な砲火で圧倒しようとしているように思えた。
午前11時00分、ジャーヴィスは命令を下した：
「ヴィクトリー」ノ前後ニ適宜単縦陣ヲ形成セヨ。
この命令によりイギリス艦隊は一つの戦列となり、2列のスペイン戦列の間を南に通過するように方向を定めた。
午前11時12分、ジャーヴィスは次の信号を発した：
敵ト交戦セヨ。
そして午前11時30分、
提督ハ敵戦列ノ間ヲ通過セント欲ス。
サン・ビセンテ岬沖海戦はこうして始まった。

### 午前11：30
イギリスの優位は、スペイン艦隊が2つのグループに分かれていて、しかも戦いの準備ができていないのに対し、イギリス艦隊はすでに単縦陣を作っていることにあった。ジャーヴィスはイギリス艦隊に2つのグループの間を通るよう命令した。それにより、敵が撃ち込める砲火を最小限にとどめる一方で、自艦隊は同時に両舷の砲を発射できるのであった。スペイン艦は、イギリス艦の舳先を横切ることが出来ないと判断すると、右舷開きにタックを変え、北東の方向に進もうとした。
午前11時30分、イギリス戦列の先頭にあった「カローデン」はついに射撃可能な位置に達し、砲撃を開始した。後続する艦もスペイン艦が射程内に入り次第砲撃を始めた。「カローデン」は両舷の全砲門で砲撃を行った。トラウブリッジ艦長は「秒針のように正確に、そして港湾司令官の検閲のように粛々と砲撃した」と述べている。「カローデン」はスペイン戦列の最後尾の艦をかわすと、それがカディスに逃げ込まないように、ただちに上手回しを行ってスペイン艦の艦尾に回り込んだ。トラウブリッジは旗艦の信号がその動きを命じる前にそれを予測して、実行した。

### 午後0:30
「カローデン」は上手回しを行い、スペイン戦列を追って反転した。「ブレニム」と「プリンス・ジョージ」もそれに続いた。
最後の艦がスペイン艦隊の戦列とすれ違った時点で、イギリス艦隊の戦列は「カローデン」を先頭にしたU字形をなしており、逆方向に進むスペイン艦隊を後尾から追跡する形になっていた。この時、スペインの風下の戦隊は、風上の自軍に合流すべく必死の努力をしていた。もし彼らがその目的を達成していたなら、この戦いは決定的な結果を得ずに終わり、スペイン艦隊はカディスに駆け込むことができただろう。そしてイギリス艦隊は1588年の無敵艦隊の時のように、背後を脅かされたままでいなければならなかっただろう。

### 午後1：05
午後1時05分、ジャーヴィスは信号を掲げた：
相互支援ニ適切ナ位置ニ占位シ、敵ニ接触デキ次第交戦セヨ。
ネルソンはそのとき彼自身の戦隊の旗艦「キャプテン」に戻っており、イギリス戦列の後方（15隻中13番目）にいた。それはスペイン艦隊の風上の（大きな方の）戦隊に最も近い位置だった。彼は、自軍の艦隊運動が結果的にスペイン艦隊を捕捉できない結果に終わるという結論に達した。スペイン艦隊の動きを阻止できなかった場合には成果のすべてが失われてしまう。ネルソンは、ジャーヴィスの信号を拡大解釈し、かつ戦闘序列を無視して、旗艦「キャプテン」のミラー艦長に、下手回しをしてスペインの風下戦隊と交戦していた戦列から離脱するよう命じた。
「キャプテン」はただちに回頭し、後続艦「ダイアデム」と殿艦「エクセレント」の間をすり抜け、スペインの風上戦隊の中央グループに突っ掛けていった。このグループには当時最大の130門の砲を備えた4層甲板の巨艦「サンティシマ・トリニダー」がおり、他にも112門艦「サン・ホセ」、同じく「サルバドール・デル・ムンド」、84門艦「サン・ニコラス」、74門艦「サン・イシドロ」、112門艦「メヒカーノ」がいた。
ネルソンの下手回しの決定は、重大な意味を持つものだった。下級指揮官として、彼は司令長官ジャーヴィス提督の命令に従う義務があった。しかし彼は「「ヴィクトリー」の前後に戦列を作る」という命令に背き、かつ別の信号に対して勝手な拡大解釈を行っていた。もしその行動が失敗したならば、彼は敵前での命令違反の科により軍法会議にかけられ、指揮権の剥奪や不名誉な処罰の対象となったはずである。
午後1時30分頃、「カローデン」はスペイン艦隊の後尾に徐々に追いつきつつあったが、十分な接近戦を行える状況には達していなかった。ジャーヴィスは最後尾の「エクセレント」に信号を送り、左舷開きにして風上に向かうように命じた。「エクセレント」のカスバート・コリングウッド艦長は回頭し、「カローデン」の前方に艦を進めた。数分後、「ブレニム」と「プリンス・ジョージ」も追いつき、イギリス艦隊は一挙にスペイン艦隊に襲いかかった。
「キャプテン」はその時6隻のスペイン艦から攻撃を受けていた。そのうち3隻は112門の3層艦であり、さらに130門・4層甲板の旗艦「サンティシマ・トリニダー」もその1隻だった。午後2時頃、「カローデン」は、敵巨艦群から猛攻撃を受けている「キャプテン」を援護すべく前方に進出し、その敵の舷側砲火を引き受けた。その一時の猶予をとらえて、「キャプテン」は弾薬の砲側への補充と動索の補修を行った。
信号を受けて風上に回頭した「エクセレント」は、2：35に、戦闘不能に陥っていたスペインの3層甲板船「サルバドール・デル・ムンド」に並び、数分間その風上側から攻撃した。そして後続するスペイン艦「サン・イシドロ」の横に並んだ。「サン・イシドロ」は既にトップマストが3本とも撃ち倒された状態だったが、コリンウッドは2時50分まで近接戦を行った。「サン・イシドロ」は操艦不能なまま勇敢な防戦を行ったが、ついにその旗を降ろした。
その直後、「エクセレント」と「ダイアデム」は「サルバドール・デル・ムンド」に対し、「エクセレント」は風上舷の前部から、「ダイアデム」か風下舷の艦尾から攻撃を開始した。そのときさらに「ヴィクトリー」が艦尾近くを通過しようとしているのを見て、すでにほとんど戦闘力を失っていた「サルバドール・デル・ムンド」は、観念して旗を降ろし、降伏した。

### 午後3:00

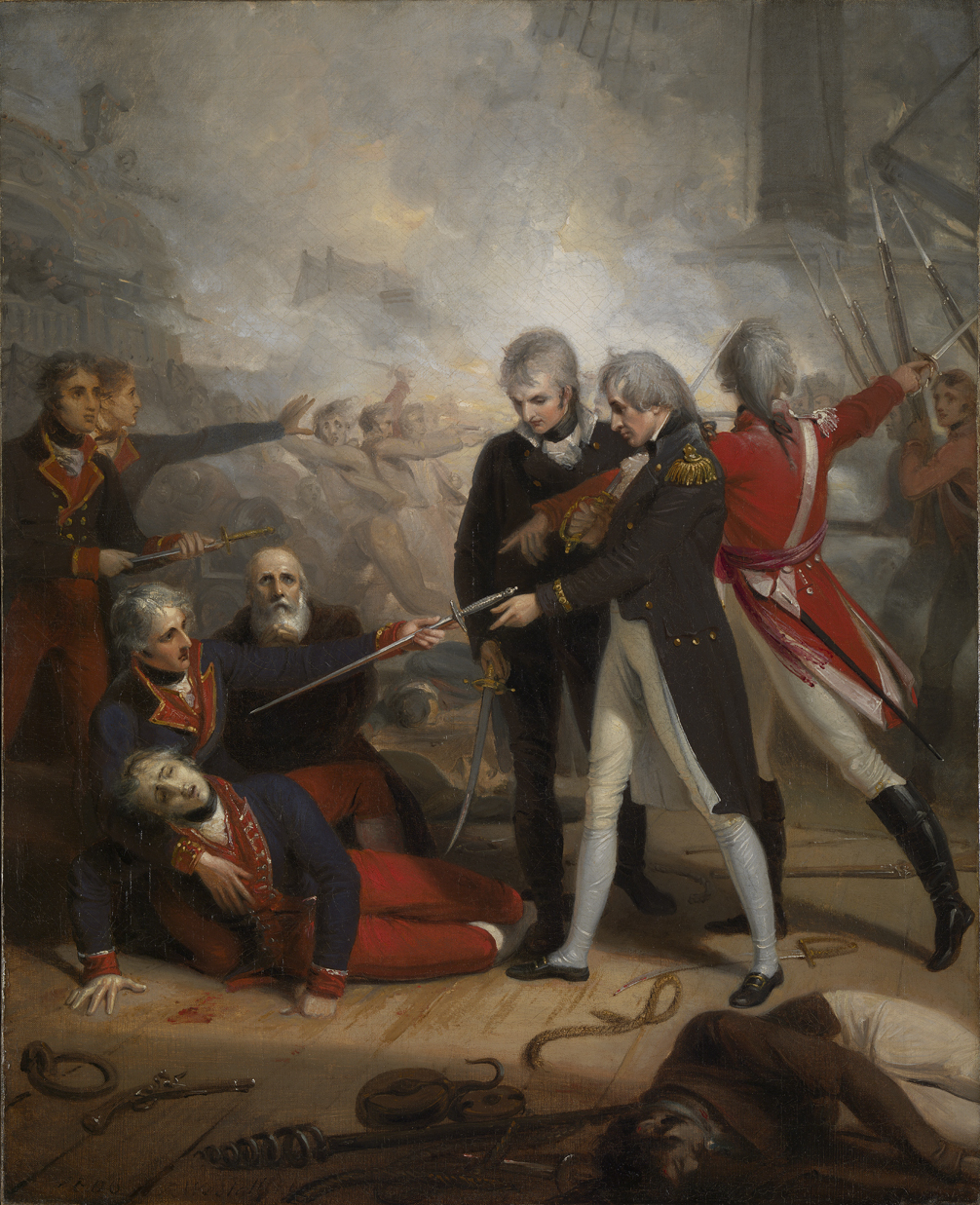
「サン・ビセンテ岬の海戦でネルソンに降伏する「サン・ニコラス」」、リチャード・ウェストール画（1806）

午後3時頃の時点で、「エクセレント」は「キャプテン」を攻撃していた「サン・ニコラス」に取り付いて、そのフォアトップマストを打ち倒していた。「エクセレント」は「サン・ニコラス」に舷側砲火を浴びせ、帆装をすっかり取り払った。「サン・ニコラス」が「エクセレント」から退避しようと風上に切り上ったため、その時点で既にミズンマストを打ち倒されるなど甚大な被害を受けていた「サン・ホセ」に衝突してしまった。「キャプテン」はそれまでに舵輪を撃ち壊され、ほとんど制御不能となっていたが、さらにこのときフォアトップマストが倒れ、完全に船体を離れて横に落下した。もはやスペイン艦に乗り込み攻撃をかける以外に何も出来ない状態だった。「キャプテン」はその風下（左）舷の砲を発射し、舵をその方向に切ると、左舷の吊錨架で「サン・ニコラス」の右舷艦尾を引っかけた。
ネルソンは海兵隊員と水兵からなる斬り込み隊を率いて「サン・ニコラス」の艦尾から乗り込んだ。ネルソンらは「サン・ニコラス」を制圧すると、「キャプテン」のミラー艦長に追加の兵を乗り込ませるよう命じ、自らは斬り込み隊とともに、「サン・ニコラス」を横切って、衝突している「サン・ホセ」に乗り込んでいった。彼らが錨索の孔から「サン・ホセ」に乗艦すると、艦尾甲板にいたスペイン士官は剣を差し出して降伏した。
2隻のスペイン艦は両方とも捕獲された。1隻の敵艦をもう1隻の敵艦への経路に利用するというこの意表をつく戦法は海軍内で大いに評判となり、冗談交じりで「ネルソン特許の敵艦乗り込み橋（"Nelson's patent bridge for boarding enemy vessels"）」と呼ばれた。
「サンティシマ・トリニダー」が降伏のために旗を降ろそうとしたところへ、前日に司令官によって派出されたため、戦闘中はコルドバのグループから切り離されていた「インファンテ・ペラヨ」と「サン・パブロ」がイギリス艦「ダイアデム」と「エクセレント」の間に割って入ってきた。「ペラヨ」のカエタノ・バルデス艦長は「サンティシマ」に、「敵艦とみなして掃射する」と脅迫することによって再度スペインの旗を揚げさせた。それにより「サンティシマ」は捕獲を免れた。
4時までには、スペインの旗艦「サンティシマ・トリニダー」は2隻に護衛されて戦場から離脱した。モレノ提督の戦隊はコルドバ戦隊の生き残りをまとめて、打ち破られたスペイン艦を救出しつつあった。ジャーヴィスは捕獲した艦と行動不能の艦を援護するよう艦隊に信号した。そして4時15分、フリゲートに捕獲艦を曳航するよう命令が出された。4時39分、艦隊は「ヴィクトリー」を先頭に縦陣を作るよう命令された。戦いはすでにほとんど終息し、「ブリタニア」および「オライオン」と、守られつつ離脱してゆく「サンティシマ・トリニダー」の間で小競り合いがある程度となっていた。

### 海戦の終結
安全が確認されるまでネルソンは捕獲したスペイン艦にとどまり、すれ違うイギリス艦からの喝采を受けた。彼はミラー艦長に感謝するために「キャプテン」に戻り、「サン・ニコラス」の艦長の帯剣をミラーに授与した。
午後5時、ネルソンは航行不能となった「キャプテン」から「イリジスタブル」に将旗を移した。煙で汚れ、裂けた軍服のままでネルソンは「ヴィクトリー」に赴き、その艦尾甲板でジャーヴィス提督に迎えられた。提督はネルソンを抱きしめ、感謝してもしきれないといって称えた。
それは、イギリス海軍の偉大な、喜ばしい勝利であった。15隻のイギリス艦が、27隻の、しかもはるかに多くの砲を備え、兵員を擁したスペイン艦隊を破ったのである。ジャーヴィス提督は高い規律をもった戦力を鍛え上げており、それが、パニックに襲われた群衆といくらも変わらなかったコルドバのスペイン艦隊に立ち向かったのだった。コルドバの船の600ないし900名の乗組員のうち訓練された水兵はわずか60名から80名程度であり、残りは陸兵や未熟な陸上生活者であった。スペイン兵は勇敢に戦ったが統率を欠いていた。捕獲後の「サン・ホセ」では、その砲の一部に、砲口に木栓がされたままのものが見つかった。スペイン艦隊における混乱はそれほど大きく、双方のダメージの差といった要因が無くとも彼らの砲は十分に使える状態ではなかったのである。
イギリスにとって、この戦いの大きな成果は、スペイン艦隊がその後2年の間港にとどまることを余儀なくされ、フランスのイギリス侵略を不可能にしたことである。イギリスの勝利がわずか15隻の戦列艦によって成し遂げられたのは、スペイン海軍の練度の低さもさりながら、彼らがコルドバの直率する6隻の集団に攻撃を集中し、決して1対1で戦わなかったことによる。そして特筆すべきは、その乱戦の冒頭において、ネルソンの「キャプテン」がジャーヴィスの命令から離脱し、自らの判断によりコルドバの前に立ちふさがったことである。

## 戦いの後
イギリスの損害は戦死者73、重傷227、軽傷100であった。スペインの損害は死傷者合わせて約1,000名だった。
ジャーヴィスはセント・ヴィンセント伯爵として貴族に列せられた。ネルソンはバス勲爵士に叙されて、少将に昇進した。コルドバはスペイン海軍から除籍され、宮廷への出仕も禁じられた。
スペイン艦隊の実力が自らの艦隊と比べ物にならないほど劣ることを確認したジャーヴィスは、カディスでのスペイン艦隊の断固とした封鎖を実行した。
サン・ビセンテ岬で、イギリスはスペイン海軍に致命傷を与えられず、4隻の戦列艦の捕獲にとどまった。その戦果の少なさに不満を募らせた彼らは、3月にカディスへ、夏にはカナリア諸島のサンタ・クルス・デ・テネリフェへ、捕獲のための巡航を行った。しかしネルソンは陸上の砲台によって撃退され、その目的は達成できなかった。スペインの有名な大砲「エル・ティグレ」によってネルソンの右腕が失われたのはこのときである。
封鎖はそれから3年近く続き、1802年のアミアンの和約までの間、スペイン艦隊の活動を大きく制限した。
スペインの脅威の封鎖と彼の艦隊の強化とによって、ジャーヴィスは翌年、ネルソン指揮下の戦隊をふたたび地中海に送ることができた。ソマレズの「オライオン」、トラウブリッジの「カローデン」、それに「ゴライアス」を含むその戦隊は、フォーリー提督の下に再編された地中海艦隊に加わり、ナイルの海戦で大きな戦果をあげることになる。

## グレートブリテン王国艦隊
司令官はジョン・ジャーヴィス提督、旗艦「ヴィクトリー」座乗。以下の順序は戦列に従う。「死」は戦死者、「傷」は重傷者。この他に軽傷者が約100名いる。重傷者の多くは戦闘のあとで死亡した。
（戦列艦）
- カローデン（Culloden）：74門、トーマス・トラウブリッジ艦長、死10、傷47
- ブレニム（Blenheim）：90門、トーマス・レノックス・フレデリック艦長、死12、傷49
- プリンス・ジョージ（Prince George）：90門、ウィリアム・パーカー少将座乗、ジョン・アーウィン艦長、死8、傷7
- オライオン（Orion）：74門、ジェームズ・ソマレズ艦長、傷9
- コロッサス (戦列艦・初代)（Colossus）：74門、ジョージ・マレイ艦長、傷5
- イリジスタブル（Irresistible）：74門、ジョージ・マーティン艦長、死5、傷14
- ヴィクトリー（Victory）：100門、ジョン・ジャーヴィス提督座乗、ロバート・カルダー艦長、ジョージ・グレイ艦長、死1、傷5
- エグモント（Egmont）：74門、ジョン・サットン艦長
- ゴライアス（Goliath）：74門、チャールズ・H・ノウルズ艦長、傷8
- バーフラー（Barfleur）：98門、ウィリアム・ウォルドグレイヴ中将座乗、ジェームズ・リチャード・ダクリーズ艦長、傷7
- ブリタニア（Britannia）：100門、チャールズ・トンプソン中将座乗、トーマス・フォーリー艦長、傷1
- ネイマー（Namur）：90門、ジェームズ・ホーキンズ・ウィッシュド艦長、死2、傷5
- キャプテン（Captain）：74門、ホレーショ・ネルソン代将座乗、ラルフ・ウィレット・ミラー艦長、大破、死24、傷56
- ダイアデム（Diadem）：64門、ジョージ・ヘンリー・トウリー艦長、傷2
- エクセレント（Excellent）：74門、カスバート・コリンウッド艦長、死11、傷12

（フリゲートその他）
- ミナーヴァ（Minerve）：38門、ジョージ・コックバーン艦長
- ライブリー（Lively）：32門、ロード・ガーリーズ艦長
- ナイジャー（Niger）：32門、エドワード・ジェームズ・フート艦長
- サウサンプトン（Southampton）：32門、ジェームズ・マクナマラ艦長
- ボニー・シトワイヤン（Bonne-Citoyenne）：20門、チャールズ・リンゼイ海尉艦長
- レイヴン（Raven）：18門スループ、ウィリアム・プラウズ海尉艦長
- フォックス（Fox）：10門カッター、ジョン・ギブソン海尉

## スペイン王国艦隊
司令官はホセ・デ・コルドバ提督、旗艦「サンティシマ・トリニダー」座乗。スペイン艦隊には明確な序列がない。
- サンティシマ・トリニダー（Santísima Trinidad）：130門、ホセ・デ・コルドバ提督旗艦、大破、死傷200以上
- プリシマ・コンセプシオン（Purísima Concepción）：112門、モラレス・デ・ロス・リオス提督旗艦
- コンデ・デ・レグラ（Conde de Regla）：112門
- メヒカーノ（Mexicano）：112門、P・デ・カルデナス提督の旗艦
- プリンシペ・デ・アストゥリアス（Principe de Asturias）：112門、J・.モレノ提督の旗艦、A・デ・エスカーニョ艦長
- サルバドール・デル・ムンド（Salvador del Mundo）：112門、D・A・イェペス艦長、捕獲、死42、傷124
- サン・ホセ（San José）：112門、F・J・Winthuysen提督の旗艦、捕獲、死46、傷96
- サン・ニコラス（San Nicolás）：74門、T・ヘラルディノ艦長、捕獲、死144、傷59
- アトランテ（Atlante）：74門、G・バレホ艦長
- コンキスタドール（Conquistador）：74門、J・バトラー艦長
- フィルメ（Firme）：74門、B・アラヤ艦長
- グロリオーソ（Glorioso）：74門
- オリエンテ（Oriente）：74門、J・スアレス艦長
- インファンテ・ペラヨ（Infante Pelayo）：74門、C・バルデス艦長
- サン・アントニオ（San Antonio）：74門、S・メディナ艦長
- サン・ドミンゴ（San Domingo）：74門、M・デ・トレス艦長
- サン・フェルミン（San Fermín）：74門、J・デ・トレス艦長
- サン・フランシスコ・デ・パウラ（San Francisco de Paula）：74門、J・デ・ギンバルダ艦長
- サン・ヘナロ（San Genaro）：74門、A・デ・ビリャビセンシオ艦長
- サン・イルデフォンソ（San Ildefonso）：74門、R・マエストレ艦長
- サン・フアン・ネポムセノ（San Juan Nepomuceno）：74門、A・ボネオ艦長
- サン・パブロ（San Pablo）：74門、B・デ・シスネロス艦長
- サン・イシドロ（San Isidro）：74門、T・アルグモーサ艦長、捕獲、死29、傷63
- ソベラノ（Soberano）：74門、J・V・ヤニェス艦長

（フリゲートその他）
- セレス（Ceres）：34門
- Atocha：34門
- ディアナ（Diana）：34門
- マチルダ（Matilda）：34門
- メルセデス（Mercedes）：34門
- ペルラ（Perla）：34門
- サンタ・ブリジーダ（Santa Brigida）：34門